# أندرو لي (سياسي)
أندرو لي (بالإنجليزية: Andrew Leigh)‏ هو اقتصادي وسياسي أسترالي، ولد في 3 أغسطس 1972 بسيدني في أستراليا. حزبياً، نشط في حزب العمال الأسترالي. وقد انتخب عضو مجلس النواب الأسترالي عن دائرة Division of Fenner ‏ (2 يوليو 2016 – ) وانتخب عضو مجلس النواب الأسترالي عن دائرة Division of Fraser (Australian Capital Territory) ‏ (21 أغسطس 2010 – 2 يوليو 2016).

## وصلات خارجية
- الموقع الرسمي